# Marijana Ravlić-Filipović
Marijana Ravlić-Filipović (Mostar, 7. rujna 1986.), hrvatska likovna umjetnica iz Bosne i Hercegovine.

## Životopis
Rođena je u Mostaru. Na Akademiju likovnih umjetnosti na Širokom Brijegu upisala se 2005. godine. Godine 2010. magistrirala je na slikarskom odjelu u klasi prof. Antuna Borisa Švaljeka. Godine 2010. upisala je i poslijediplomski studij (Ars Sacra) Akademije likovnih umjetnosti na Širokom Brijegu Sveučilišta u Mostaru. Mentor joj je bio prof. Ante Kajinić. Izlagala na više samostalnih iskupnih izložbi.

## Nagrade
- 2. nagrada za slikarstvo na natječaju Federalnog ministarstva obrazovanja za studente Bosne i Hercegovine za 2009. godinu.[1]